# Языков, Василий Иванович (полный кавалер ордена Славы)
Василий Иванович Языков (8 сентября 1923 — 26 сентября 1978) — ефрейтор, помощник командира взвода 63-й отдельной разведроты, 33-й стрелковой дивизии, 14-го стрелкового корпуса. Полный кавалер ордена Славы.

## Биография
Родился 8 сентября 1923 года в селе Верхний Карачан  Грибановского района Воронежской области в семье крестьянина. Русский. 
Неполное среднее образование — окончил 8 классов. После школы работал слесарем на Воронежском авиационном заводе. 
В октябре 1941 года призван в Красную Армию. С февраля 1942 года участвовал в боях Великой Отечественной войны на Северо-Западном, 2-м Прибалтийском и 3-м Прибалтийском фронтах. В апреле 1942 года был ранен.
После выздоровления с августа 1942 года воевал стрелком-разведчиком 63-й отдельной разведывательной роты 33-й стрелковой дивизии  14-го гвардейского стрелкового корпуса  22-й армии  (впоследствии дивизия входила в 1-ю ударную армию). Ефрейтор. Стрелок-разведчик, командир отделения, помощник командира взвода. 
Стал членом КПСС в 1943 году. 
В 1945 году, после окончания войны, окончил курсы младших лейтенантов   пехоты. В июне 1946 года был демобилизован. 
После демобилизации вернулся в своё село Верхний Карачан  . Работал инструктором по физкультуре и спорту при Грибановском райисполкоме. 
Умер 26 сентября 1978 года. Похоронен в селе Верхний Карачан.

## Подвиги

### Первый
В ночь на 24 декабря 1943 года на подступах к городу Холм Новгородской области  Языков в составе группы захватил в плен 2 немцев, которые дали ценные сведения. За этот подвиг приказом по частям 33-й стрелковой дивизии награждён орденом Славы 3 степени.

### Второй
В ночь на 8 мая 1944 года близ деревни Печене юго-восточнее города Остров Псковской области ) Языков с группой разведчиков первым ворвался в немецкую траншею и в завязавшейся схватке они убили 12 немцев и одного взяли в плен. За этот подвиг приказом по войскам 1-й ударной армии награждён орденом Славы 2 ст.

### Третий
В ночь на 11 июля 1944 года разведывательная группа во главе с Языковым около города Остров, бесшумно подобралась к немецким позициям и взяла в плен одного немца. За этот подвиг Указом Президиума Верховного Совета СССР  награждён орденом Славы 1 степени.

## Награды
- Орден Славы 1 степени. (24.03.1945)
- Орден Славы 2 степени. (15.05.1944)
- Орден Славы 3 степени. (29.12.1943)
- Орден Отечественной войны  2 степени. (18.10.1943)
- Медаль «За трудовое отличие»
- Медали СССР

## Память
- Его именем названа улица в селе Верхний Карачан и установлен памятник.